# 凱爾冰原島峰
66°47′S 51°20′E / 66.783°S 51.333°E
凱爾冰原島峰是南極洲的冰原島峰，位於恩德比地，屬於圖拉山脈的一部分，處於漢普森山以東5公里，根據澳大利亞探險隊的空中照片繪入地圖。